# El naixement de Venus (Bouguereau)
|  | Per a altres significats, vegeu «El naixement de Venus». |

El naixement de Venus (en francès: La Naissance de Vénus) és un dels quadres més famosos del pintor academicista francès William-Adolphe Bouguereau. Va ser pintat el 1879, és una representació del naixement Venus, deessa romana de l'amor, té una mida de 300 cm per 218 cm, pintat a l'oli, es troba actualment en exhibició al Museu d'Orsay a París.

## Història
El naixement de Venus va ser creat pel Saló de París de 1879. Va ser guardonat amb el Gran Premi de Roma, i va ser adquirida per l'Estat per al Musée du Luxembourg. La pintura és a la col·lecció permanent del Musée d'Orsay de París.

## Descripció
Al centre de la pintura, Venus s'està dreta nua en una petxina (una metàfora visual per la vulva femenina) que és estirada per un dofí, un dels seus símbols. Per a Venus va fer de model Rosalie Tobia, qui també havia fet de model per a altres obres de Bouguereau. Quinze putti, inclosos Cupid i Psyche, i diverses nimfes i centaures s'han reunit per presenciar l'arribada de Venus. La majoria de les figures estan mirant-la, i dos dels centaures estan bufant cargols de mar, assenyalant la seva arribada. Venus era considerada com a l'encarnació del sexe, la bellesa, la seducció, i l'encant femení persuasiu, i aquests trets es mostren en el quadre. El cap de Venus està inclinat cap a un costat, i la seva expressió facial està en calma, però seductora, desembarassada de la seva nuesa. Aixeca els braços, mentre s'arranja el llarg cabell marró que arriba fins a la cuixa, i mostra els seus pits. Es balanceja amb elegància en un contrapposto en forma d'"s" corba, posant l'accent en les seductores corbes femenines del seu cos, i fent fixar l'atenció en la sev vulva nua. Malgrat la seva franca sexualitat, manté les cames juntes en actitud de "rebuig virginal".

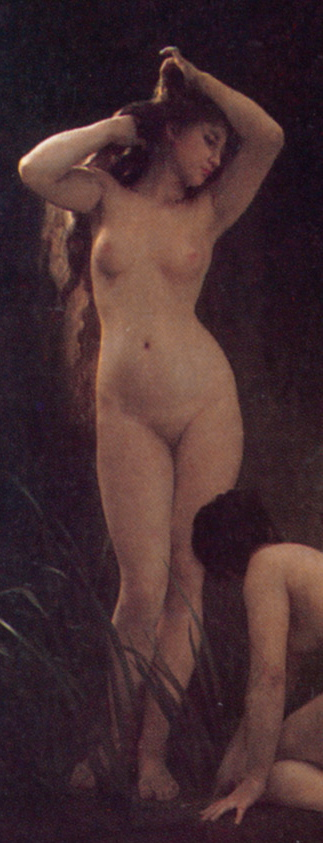
Detall del Nymphaeum, executat per Bouguereau el 1878. La figura de Venus va ser ampliada a partir d'aquesta nimfa.

La figura de Venus fou ampliada a partir d'una nimfa de l'obra Nymphaeum de Bouguereau, de 1878 (un any abans).
La nimfa és una mica més prima, i Venus balanceja seu cos amb més intensitat. La complexió de Venus també és més seductora, i el seu cos és més blanc i més voluptuós que el de la nimfa, la qual cosa denota un seu paper més sexual. No obstant això, els pits de la nimfa són més plens i més arrodonida. El cabell de Venus és més llarg i més lleuger que el de la nimfa, però ella se l'arregla de manera gairebé idèntica.
A la part superior esquerra del quadre, hi ha una ombra als núvols. Sembla que és la silueta de l'artista, amb el cap, l'espatlla, el braç i el puny aixecat que sembla sostenir un pinzell.